# Union (Mississippi)
Union è una città (town) degli Stati Uniti d'America, situata nelle contee di Newton e di Neshoba, nello Stato del Mississippi.